# 沃登 (蒙大拿州)
沃登（英語：Worden）是位於美國蒙大拿州黃石縣的普查規定居民點。

## 歷史
沃登的郵局自1910年營運至今。

## 人口
根據2020年美國人口普查的數據，沃登的面積為5.12平方千米，皆為陸地。當地共有人口582人，而人口密度為每平方千米113.67人。